# Hypogastrura purpurescens
Hypogastrura purpurescens är en urinsektsart som först beskrevs av Lubbock 1867.  Hypogastrura purpurescens ingår i släktet Hypogastrura och familjen Hypogastruridae. Arten är reproducerande i Sverige. Inga underarter finns listade i Catalogue of Life.